# The Journal of Neuroscience
The Journal of Neuroscience — це щотижневий рецензований науковий журнал, який публікує Товариство нейронаук (США). Журнал охоплює емпіричні дослідження всіх аспектів нейронаук.
Його головним редактором є Марина Пічіотто (Єльський університет).
Відповідно до Journal Citation Reports, імпакт-фактор журналу на 2021 рік становить 6,709.

## Історія
The Journal of Neuroscience було засновано в 1981 році, номери виходили щомісяця; у міру зростання популярності він перейшов на двотижневий графік у 1996 році, а потім на щотижневий у липні 2003 року.

## Теми

### Основні теми
Статті з'являються в одному з наступних п'яти розділів журналу:
- Клітинний/молекулярний
- Розробка/Пластичність/Відновлення
- Системи/ансамблі
- Поведінковий/когнітивний
- Нейробіологія хвороби

З роками журнал оновлював свої розділи. У 2004 році він додав розділ «Нейробіологія захворювань» через зростання кількості робіт на цю тему. У січні 2013 року журнал розділив розділ Behavioral/Systems/Cognitive на два розділи: Systems/Circuits і Behavioral/Cognitive, щоб зробити розділи журналу приблизно однаковими за розміром.

### Особливості
Крім того, деякі номери журналу містять статті в наступних розділах:
- Короткі повідомлення
- Journal Club (короткі огляди статей, які опубліковані в журналі; написані аспірантами або докторантами; вперше опубліковано у вересні 2005 р.)